# Tau数
可重構數字或tau數是整數n，可以通過其除數的計數除以整數，或者用代數形式將其表示為“n”就是{\displaystyle \tau (n)|n}。 前幾個可重構數字在（OEIS數列A033950）中列出為1、2、8、9、12、18、24、36、40、56、60、72、80、84、88、96…………。
例如，18具有6個因數（1和18、2和9、3和6），並且可以被6整除。存在無限多個可重構數字。

## 另請參閱
- 除數函數